# Daniel Rebillard
Daniel Denis Étienne Rebillard (Tournan-en-Brie, 20 de diciembre de 1948) es un deportista francés que compitió en ciclismo en la modalidad de pista, especialista en las pruebas de persecución.
Participó en los Juegos Olímpicos de México 1968, obteniendo una medalla de oro en la prueba de persecución individual. Ganó dos medallas de bronce en el Campeonato Mundial de Ciclismo en Pista de 1969.

## Medallero internacional
| Juegos Olímpicos   | Juegos Olímpicos          | Juegos Olímpicos  | Juegos Olímpicos            |
| Año                | Lugar                     | Medalla           | Competición                 |
| ------------------ | ------------------------- | ----------------- | --------------------------- |
| 1968               | Ciudad de México (México) | Medalla de oro    | Persecución individual      |
| Campeonato Mundial |                           |                   |                             |
| Año                | Lugar                     | Medalla           | Competición                 |
| 1969               | Brno (Checoslovaquia)     | Medalla de bronce | Persecución individual (A)  |
| 1969               | Brno (Checoslovaquia)     | Medalla de bronce | Persecución por equipos (A) |